# Liste der brasilianischen Botschafter in Kanada

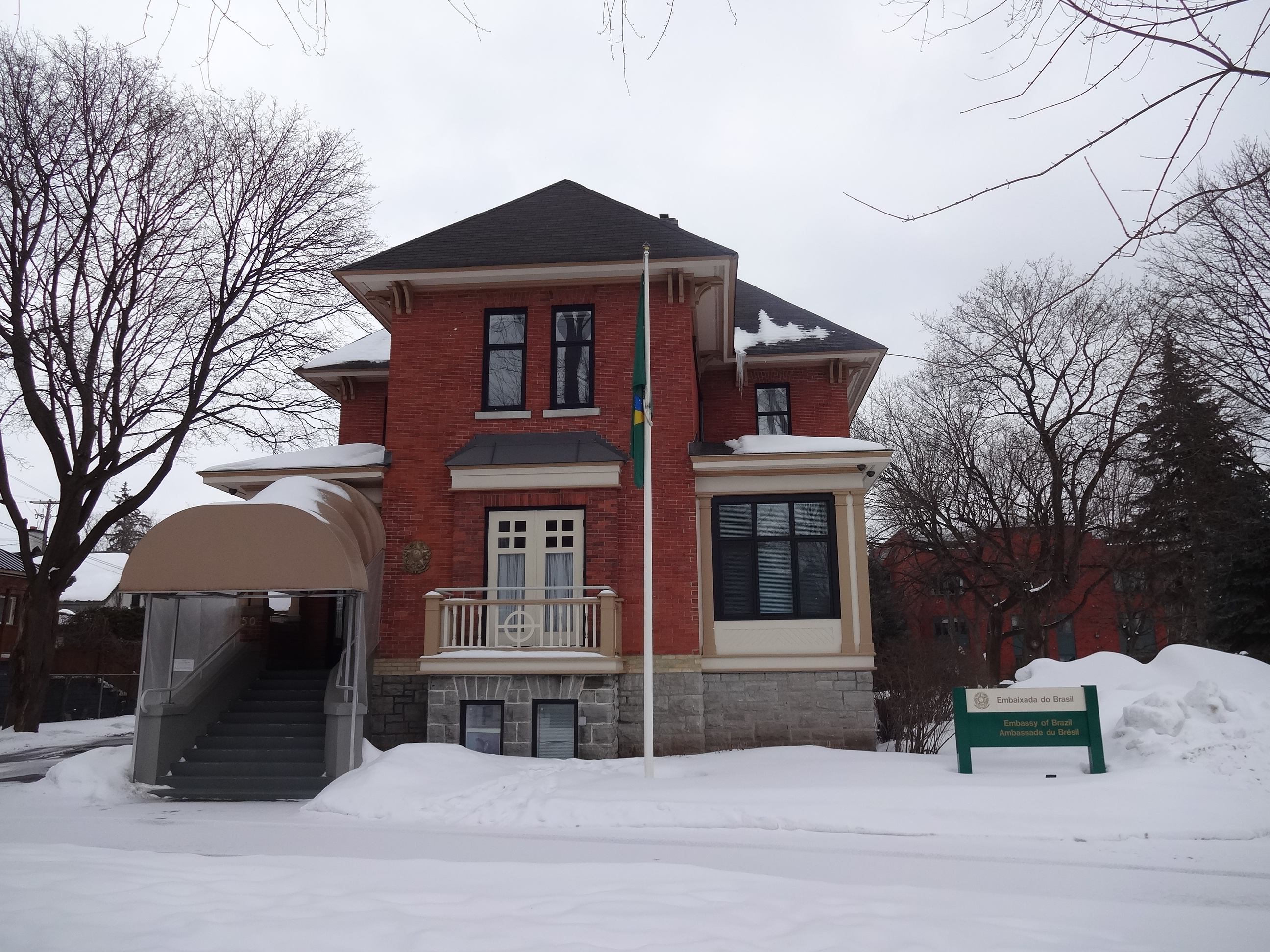
Die Botschaft befindet sich in 450 Wilbrod Street Ottawa.

| Ernannt       | Name                                | Bemerkungen | ernannt während der Regierung von | akkreditiert während der Regierung von | Posten verlassen |
| ------------- | ----------------------------------- | --- | --------------------------------- | -------------------------------------- | ---------------- |
| 30. Apr. 1941 | João Alberto Lins de Barros         | (* 1897 in Recife) | Getúlio Vargas                    | William Lyon Mackenzie King            | 1. Juli 1942     |
| 1942          | Jacome Baggi de Berenguer César     | Geschäftsträger | Getúlio Vargas                    | William Lyon Mackenzie King            |                  |
| 25. Juni 1942 | Caio de Mello Franco                | | Getúlio Vargas                    | William Lyon Mackenzie King            | 23. Feb. 1942    |
| 1944          | Jacome Baggi de Berenguer César     | Geschäftsträger, Poet, 1923: Geschäftsträger in Mexiko, 1948 Generalkonsul in New York                                                           | Getúlio Vargas                    | William Lyon Mackenzie King            |                  |
| 2. Apr. 1944  | Ciro de Freitas Vale                | | Getúlio Vargas                    | William Lyon Mackenzie King            | 1. Aug. 1946     |
| 1946          | João Emilio Ribeiro                 | Geschäftsträger | Eurico Gaspar Dutra               | William Lyon Mackenzie King            |                  |
| 11. Apr. 1946 | Acyr do Nascimento Paes             | | Eurico Gaspar Dutra               | William Lyon Mackenzie King            | 31. März 1952    |
| 1952          | Raul José de Sá Barbosa             | Geschäftsträger | Getúlio Vargas                    | Louis Saint-Laurent                    | 1953             |
| 22. Apr. 1953 | Heitor Lyra                         | | Getúlio Vargas                    | Louis Saint-Laurent                    | 31. Jan. 1955    |
| 1955          | Mário Calábria                      | Geschäftsträger | Nereu Ramos                       | Louis Saint-Laurent                    |                  |
| 27. Apr. 1955 | Afrânio de Mello Franco Filho       | | Nereu Ramos                       | Louis Saint-Laurent                    | 12. Okt. 1957    |
| 1958          | Joaquim Ignacio Amazonas Mac Dowelt | Geschäftsträger | Juscelino Kubitschek              | John Diefenbaker                       |                  |
| 11. Nov. 1958 | Ecmundo Machado Junior              | | Juscelino Kubitschek              | John Diefenbaker                       | 3. März 1961     |
| 1961          | Ruy Barbosa de Miranda e Silva      | Geschäftsträger | Jânio Quadros                     | John Diefenbaker                       |                  |
| 22. Aug. 1961 | José Sette Câmara Filho             | | Jânio Quadros                     | John Diefenbaker                       | 30. Nov. 1961    |
| 1961          | Ruy Barbosa de Miranda e Silva      | Geschäftsträger | Jânio Quadros                     | John Diefenbaker                       | 1962             |
| 1962          | Arnaldo de Oliveira Ferreira        | | João Goulart                      | John Diefenbaker                       |                  |
| 1966          | Adolpho Justo Bezerra de Menezes    | 1968: Botschafter in Islamabad | Humberto Castelo Branco           | Lester Pearson                         |                  |
| 1962          | Sérgio Correia da Costa             | | João Goulart                      | John Diefenbaker                       | 1966             |
| 1966          | Paulo Nogueira Batista              | | Humberto Castelo Branco           | Lester Pearson                         |                  |
| 1966          | Dora Alencar de Vasconcellos        | (* 1911 in Rio de Janeiro; † 25. April 1973 in Port of Spain) Poet, Botschafter in Warschau                                                      | Humberto Castelo Branco           | Lester Pearson                         | 10. Mai 1966     |
| 3. März 1966  | Alcindo Carlos Guanabara            | | Humberto Castelo Branco           | Lester Pearson                         |                  |
| 23. Jan. 1970 | Frank Mendonça Moscoso              | [ 4 ] | Emílio Garrastazu Médici          | Pierre Trudeau                         |                  |
| 28. Okt. 1972 | Marina de Barros e Vasconcellos     | | Emílio Garrastazu Médici          | Pierre Trudeau                         |                  |
| 1. Jan. 1975  | Geraldo de Carvalho Silos           | (* 4. Februar 1919 in Casa Branca (São Paulo)), 14. August 1971–20. April 1973: Botschafter in Mexiko, 1982 – 16. Dez. 1986: Botschafter in Bern | Ernesto Geisel                    | Pierre Trudeau                         | 31. Jan. 1975    |
| 1. Feb. 1975  | Enaldo Camaz de Magalhães           | Geschäftsträger | Ernesto Geisel                    | Pierre Trudeau                         | 11. Mai 1975     |
| 12. Mai 1975  | Geraldo de Carvalho                 | | Ernesto Geisel                    | Pierre Trudeau                         | 19. Dez. 1975    |
| 1. Feb. 1975  | Enaldo Camaz de Magalhães           | Geschäftsträger | Ernesto Geisel                    | Pierre Trudeau                         | 11. Mai 1975     |
| 13. Mai 1975  | Geraldo de Carvalho                 | | Ernesto Geisel                    | Pierre Trudeau                         | 19. Dez. 1975    |
| 20. Dez. 1975 | Enaldo Camaz de Magalhães           | Geschäftsträger | Ernesto Geisel                    | Pierre Trudeau                         | 31. Dez. 1975    |
| 1993          | Sergio de Queiroz Duarte            | | Itamar Franco                     | Kim Campbell                           | 1996             |
| 24. Apr. 1996 | Carlos Augusto Rego Santos Neves    | [ 6 ] | Fernando Henrique Cardoso         | Jean Chrétien                          |                  |
| 1999          | Henrique Valle                      | | Fernando Henrique Cardoso         | Jean Chrétien                          | 2003             |
| 2008          | Paulo Cordeiro de Andrade Pinto     | | Luiz Inácio Lula da Silva         | Stephen Harper                         |                  |
| 30. Nov. 2010 | Piragibe dos Santos Tarragô         | [ 7 ] | Luiz Inácio Lula da Silva         | Stephen Harper                         |                  |
| 1. Okt. 2013  | Pedro Fernando Brêtas Bastos        | | Dilma Rousseff                    | Stephen Harper                         |                  |